# Deltocephalus velox
Deltocephalus velox är en insektsart som beskrevs av Matsumura 1908. Deltocephalus velox ingår i släktet Deltocephalus och familjen dvärgstritar. Inga underarter finns listade i Catalogue of Life.